# ミグアシャ国立公園
ミグアシャ国立公園（ミグアシャこくりつこうえん）はカナダ・ケベック州にある自然保護区である。この公園はデボン紀の化石、特に魚類から四肢動物への進化を考える上で重要な化石が多く発見されている点に特色があり、ユネスコの世界遺産にも登録されている。デボン紀の地層で世界遺産に登録されているのは、2008年時点ではここだけである。
「国立公園」と呼ばれているものの、実質的にはケベック野外施設協会（Société des établissements de plein air du Québec ; SÉPAQ）を通じて、ケベック州政府によって管理されている州立公園である。

## 歴史的価値
ミグアシャ地方はケベック州のガスペ半島に位置するが、遠くでアパラチア山脈の若い山々が聳えはじめていた3億7000万年前には、この一帯の河口は赤道近くにあった。
その河口の縁で、サソリやその他の陸棲節足動物が生息する原生林が生い茂っていた。河口部では、流れや潮に身を任せて様々な魚類がぬるま湯のような温度の水中に生息していた。魚類には硬い棘を与えられていた種もあったし、外骨格の殻に守られている種もあった。また、分裂して対になったヒレや肺を具えた種もあり、短時間なら水の外に出ることが可能になった。この対鰭の具有が進化の最も重要な段階の一つであり、魚類と四肢動物を橋渡しするものとなった。
脊椎動物の進化の中に刻まれたこの出来事は、エスクミナック層（« formation d'Escuminac »）と呼ばれる地層によって、今日知ることができている。この地層は、ケベックのシャルール湾（Baie des Chaleurs）の河口部分にあたる、ガスペ半島南岸沿いの断崖に残っている。
最初の化石発見は1842年のことで、ケロシンの発明者でもあるエイブラハム・ゲスナー（Abraham Pineo Gesner）によるものであった。それ以来、今日までに、エスクミナック層では、3億7000万年前に海岸付近で生息していた21種ほどの魚類とその他いくらかの脊椎動物、そして10種程度の植物の化石が産している。この場所で発見された魚類の化石には、6つに大別されるデボン紀に生息していた魚類のうちの5つが含まれている。つまり、地球史において「魚の時代」とも呼ばれるデボン紀を知る上で、ミグアシャから得られる知見は最も代表的なものと言えるのである。
ミグアシャの産地としての知名度は化石保存状況の質と量の双方に拠る。量の面で言えば、1998年に纏められた産出化石の一覧には、ガスペの断崖から発見された化石が実に14200点以上挙げられている。その半分は国立公園のコレクションに加えられ、残りは9箇国の博物館、大学、研究所など計33箇所に送られた。
保存状況の質的側面でも、ミグアシャで産出する化石は高く評価されている。完全な標本や三次元的な標本が見つかるというだけでなく、軟骨のような柔らかい部位の化石、糞、鰓の痕跡、血管や神経の痕跡なども見つかっているのである。

## 動物相
無顎類
無顎類は顎骨を持たない魚であり、種の進化の中で明らかになっている最古の脊椎動物を構成している。ミグアシャで産出したものには4つの種が存在している。
- エンデイオレピス・アネリ（Endeiolepis aneri）
- エウパネロプス・ロンガエウス（Euphanerops longaevus）, Anaspidaを代表する。
- エスクミナスピス・ラティケプス（Escuminaspis laticeps）
- レウェスクアスピス・パッテニ（Levesquaspis patteni）, Osteostraciを代表する。

進化論的な観点でいえば、Osteostraciのグループに属する2つの種は、このグループの最後の例である。
無顎類のうち、エスクミナスピス・ラティケプスは、2004年12月に脊椎動物の中で対鰭の最初の内骨格を叙述されるようになった。このパターンは、endosquelettiqueの支えが放射状のいくつかの要素から成り立っていることを求める理論とは反対に、石灰化した軟骨でできた単一の板でできている。この発見は、最終的には四肢動物に繋がっていくヒレの進化を理解する上で、重要なものである。
欠甲類（anaspida）の2種類については、ミグアシャにそれらが存在していたことは、驚くに足る。デボン紀の下層で見つかったいくつかの鱗を除けば、エンデイオレピス・アネリとエウパネロプス・ロンガエウスが、シルル紀に絶頂を迎えたこのグループの最後の生き残りなのである。今日、無顎類で生き残っているのはヤツメウナギとヌタウナギなどだけである。
板皮類
板皮類は骨質の甲殻を持つ魚類である。デボン紀の水中環境で最も広く見られたが、この紀の終わりにほぼ完全に絶滅した。ミグアシャで見つかっているのは、胴甲目のボトリオレピス・カナデンシス（Bothriolepis canadensis）と節頸目のプロウルドステウス・カナデンシス（Plourdosteus canadensis）である。
エスクミナック層内での保存状態は良く、ボトリオレピスの標本には、胸部の骨板や鰭の下にあった血管の痕跡を見出せるものがあるほどである。そのことは、2004年の研究で明らかになった。たとえこの魚の化石の再構成が底生生物の生活様式に適応した平べったい魚であることを示していようとも、その研究は、平たさではなく、その背部の甲がより曲がっていて、頭蓋骨が前方に一層強調されていることを示している。それはオーストラリアのゴーゴー累層（Gogo Formation）から産出するものに見られるものと同種である。
プロウルドステウスは、歯のない顎を具えた捕食者である。歯が無いとは言っても、上顎は骨化した平らな板状になっており、それが下顎骨に押しつけられるようになっていた。この板の閉じられる領域が、まさに本物のハサミのように機能していた。
棘魚類
棘魚類は腹部と背部に硬い棘を持つ小型の魚である。棘魚類はシルル紀からペルム紀までという長期間にわたって生息していたが、余り多様化はしなかった。ミグアシャで見つかっているのは、ディプラカントゥス・エリシ（Diplacanthus ellsi）、ディプラカントゥス・ホリドゥス（Diplacanthus horridus）、ホマラカントゥス・コンキヌス（Homalacanthus concinnus）、トリアゼウガカントゥス・アフィニス（Triazeugacantus affinis）の4種である。
条鰭綱
条鰭類の主要な特色は、放射状の鰭である。最古の部類に属する条鰭類としてケイロレピス・カナデンシスが見つかっているが、これは、現生魚類の大部分に当たる25000種以上が含まれる条鰭類の、もっとも原始的な分岐と見なされている。
肉鰭綱
肉鰭綱は、脊椎動物の中で、水棲と陸棲の橋渡しを確信させる魚のグループを形成している。実際にこのグループでは、骨盤のヒレは大腿骨、脛骨、腓骨で胴体に繋がっているのに対し、胸ビレが上腕骨、橈骨、尺骨によって胴体に接合されていることが確認できるのである。
エウステノプテロン・フォールディ（Eusthenopteron foordi）は一世紀の間、魚類と四肢動物を架橋する存在と考えられてきた。以下の9種の肉鰭綱がミグアシャで見つかった。
- ミグアサイア・ブレアウイ（Miguashaia bureaui）は最も原始的なシーラカンスと考えられている。
- スカウメナキア・クルタ（Scaumenacia curta）とフレウランティア・デンティクラタ（Fleurantia denticulata）はハイギョの仲間だが、吻の長短で明らかな差がある。
- ホロプティキウス・ヤルウィキ（Holoptychius jarviki）、クエベキウス・クエベケンシス（Quebecius quebecensis）、un holoptychiidae gen. et sp. Indét. は、 Porolepiformesに属する。
- エウステノプテロン・フォールディ（Eusthenopteron foordi）とカリスティオプテルス・クラッピ（Callistiopterus clappi）はオステオレピス下目に属する。エウステノプテロンは世界的にも有名で、ミグアシャでも多く見つかっている。
- エルピストステゲ・ワトソニ（Elpistostege watsoni）は、elpistostégalienに属し、ミグアシャで見つかる化石の中では、最も四肢動物に近い種である。

無脊椎動物
ミグアシャの無脊椎動物の動物相には、知られている範囲では最古の部類に属する陸棲のサソリのペタロスコピオ・ブレアウイ（Petaloscorpio bureaui, 30 cm に達する）が含まれる。エスクミナック層に見られる他7種の無脊椎動物には、体長 1 mのeuryptéridesなども含まれる。

## 植物相
10種ほどの植物化石が存在しており、88種の胞子の化石も発見されている。この植物相の中で最も代表的なものはアルカエオプテリス（Archaeopteris）であり、この原始的な樹木がデボン紀の初期の森林を形作っていたのである。

## 世界遺産

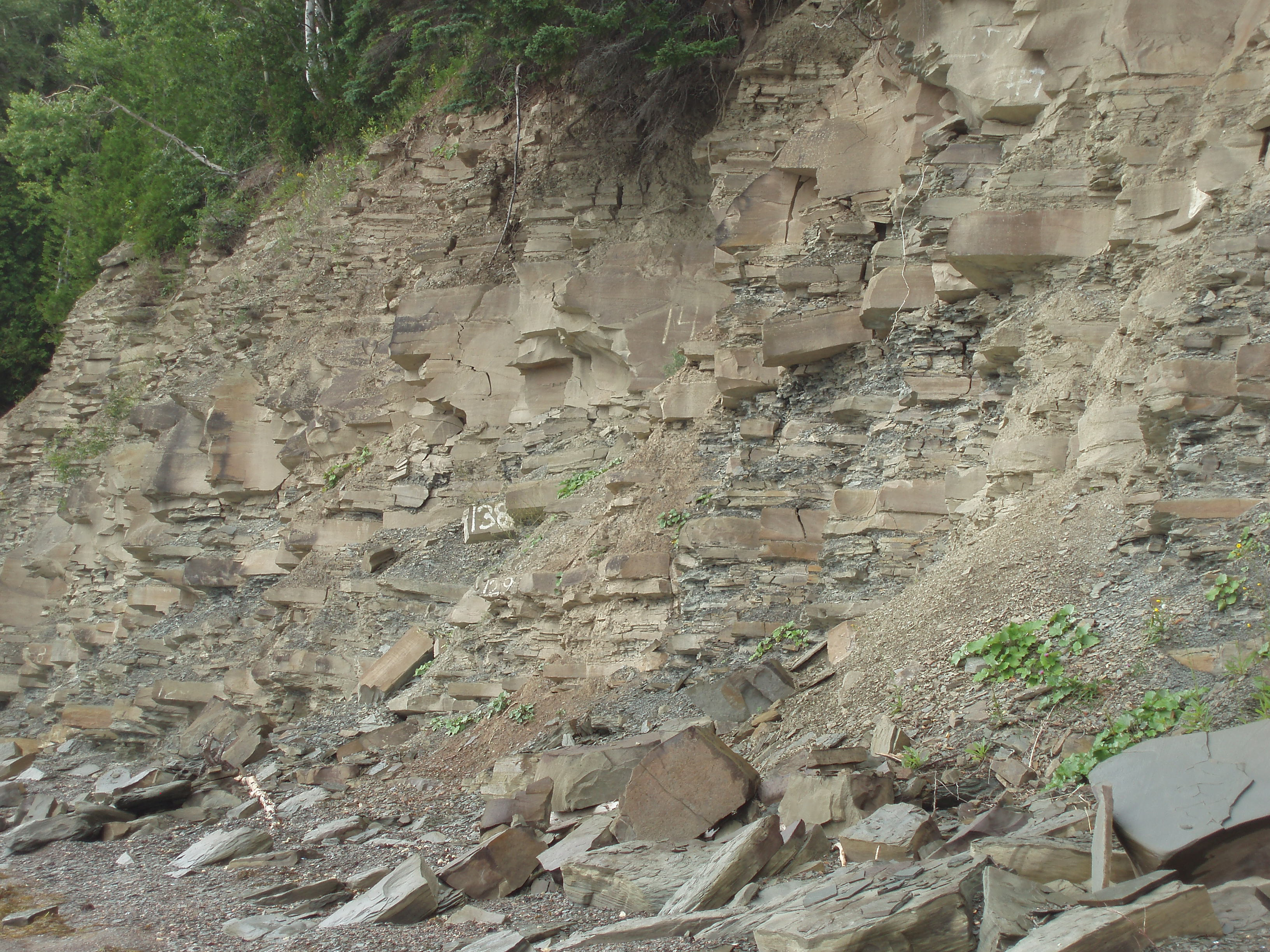
デボン紀の魚類化石を多産する露頭

エスクミナック層を含むミグアシャの化石産地は、1985年に州立公園に指定された。デボン紀に現れた脊椎動物の化石の産地は地球上で70ヶ所以上確認されているが、ミグアシャは、種の豊富さ、化石の保存状態の良さ、脊椎動物の進化を考察する上での代表例が見つかっていることなどの点で、ほかの産地とは一線を画している。
1999年12月に、ミグアシャ国立公園の持つ学術的価値は、州立恐竜公園（カナダ）やメッセル採掘場（ドイツ）など他の化石産地と並び、人類にとって顕著な普遍的価値を持つものとしてユネスコの世界遺産委員会に認められた。カナダの化石産地としては、カナディアン・ロッキー山脈自然公園群（カンブリア紀など）、グロス・モーン国立公園（オルドビス紀）、州立恐竜公園（白亜紀）などに続く4例目の世界遺産登録であった（その後石炭紀のジョギンズの化石の崖群が加わっている）。また、デボン紀の産地として世界遺産リストに登録されたのはミグアシャが初めてである。
世界遺産登録名は当初「ミグアシャ公園」（Miguasha Park / Parc de Miguasha）であったが、2004年に現在の名称に変更された。

### 登録基準
この世界遺産は世界遺産登録基準のうち、以下の条件を満たし、登録された（以下の基準は世界遺産センター公表の登録基準からの翻訳、引用である）。
- (8) 地球の歴史上の主要な段階を示す顕著な見本であるもの。これには生物の記録、地形の発達における重要な地学的進行過程、重要な地形的特性、自然地理的特性などが含まれる。

## 新たな自然史博物館
2003年6月に、建設に500万ドル以上が費やされた新しい自然史博物館が開館した。来館者たちは、この場所がどれほど優れた価値を持っているのかを示す新たな展示品を観覧できる。常設展示に加えて、特設展示室では、説明付での自然史や自然科学の諸領域に関わりのある展示が行われている。
科学調査のために、二つのコレクションの部屋が新設された。一つは模型や図像にあてられた部屋で、もう一つはケベックの脊椎動物・無脊椎動物の化石の地層学的なコレクションのための部屋である。後者の土台になったのはサン＝ジュレ・コレクション（la Collection Saint-Gelais）である。フィリップ・サン＝ジュレ（Philippe Saint-Gelais）は自然科学全般に情熱を持っていた独学者だったが、1966年に最初の化石として三葉虫の仲間の化石を発見して以来、古生物学にかける情熱が冷めることはなかった。
サグネ（Saguenay）からラック＝サン＝ジャン（Lac-Saint-Jean）にかけての地域において、真の先駆的古生物学者だったサン＝ジュレは、古生物学に論理的でかつ厳格な方法を以って接近した最初の人物であった。20年ほどの間に、彼は珍しい化石も含めて2000点以上の化石を収集することに成功した。そのことは、4億5000万年前のミグアシャに見られた海洋動物相が、実に多彩なものであったことを証明しているのである。
認識されている科学的価値と関連付けられたこのコレクションは、多大な情熱と忍耐力、そして要請される科学的厳格さをもって集められた。彼は露頭で採取し、標本を分類し、独自の科学的な遺産を構成しようと様々な研究書や専門家にあたったのである。
極めて豊かな情報をもたらしてくれるこのコレクションは、現在はケベック州の古生物学コレクションに属しており、ケベック州の古生物学遺産に関する巡回的な展示に加えられているものもある。フィリップ・サン＝ジュレの科学上の貢献は否定しえないものであり、その業績は、古生物学調査に貴重な資料を提供しつづけている。三葉虫の仲間に彼の名前を付けて、その貢献を強調した研究者たちもいる。その三葉虫の名はワレンクリヌロイデス・ゲライシ（Walencrinuroides gelaisi）で、「ゲライシ」（gelaisi）はジュレ（Gelais）に由来している。これはジュレその人を称えるにとどまらず、知識を愛する独学者たち全てに波及するオマージュなのである。ミグアシャ国立公園は、この地層学上の魅力的なコレクションの収蔵を、栄誉として示している。
新しい博物館には、機械の準備や化学的な準備に特化した準備研究室（Des laboratoires de préparation）が設置されている。また、ミグアシャで予定されている実地調査に参加したいと考える外国人研究者の受け入れ機関が設置されており、外国人研究者向けの宿泊施設も備わっている。
ミグアシャ国立公園の自然史博物館では、水から出る事を可能にした解剖学的・形態学的特質を具え、かつ子孫に伝えてくれた我々の遠い先祖である魚類の化石を見ることができる。その魚たちから遥かな進化の時を経て、直立二足歩行に辿り付いた我々にとって、デボン紀の生物たちが水から出たということは、進化史上極めて重要な段階の一つであった。